# Korpiklaani
Korpiklaani (finnisch für „Klan der Wildnis“, auch „Klan des Waldes“) ist eine finnische Folk-Metal-Band aus Lahti mit starken Einflüssen aus der traditionellen Volksmusik. Die Texte der Band handeln von mythologischen Themen sowie der Natur und dem Feiern, wobei auch reine Instrumentalstücke in ihrem Repertoire enthalten sind. Sie selbst sehen ihre Musik auch vom Humppa beeinflusst.

## Geschichte

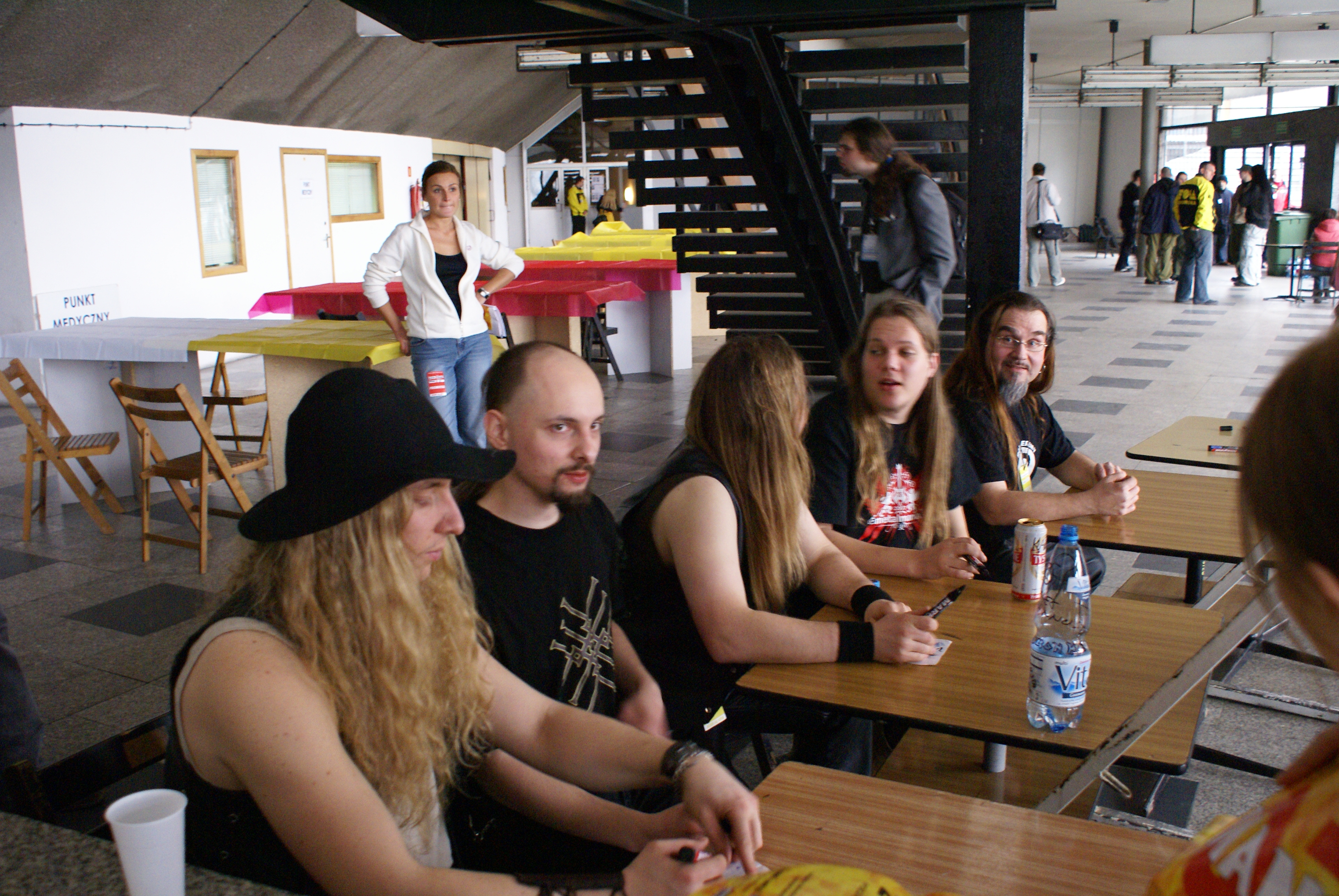
Korpiklaani beim Metalmania-Festival 2007 in Kattowitz.

Korpiklaani ging im Jahr 2003 aus der zuvor aufgelösten Band Shaman hervor. Stand bei Shaman noch die Sprache und Kultur der Samen im Vordergrund, so sollte Korpiklaani einer größeren Masse zugänglich sein. Das zeigt sich auch an der Verwendung von englischen und finnischen Texten. Zudem sollten mehr Einflüsse aus der traditionellen finnischen Musik und des Metal vorhanden sein.
Im selben Jahr, nachdem weitere Mitglieder dazugestoßen waren, wurde am 10. November 2003 das erste Album Spirit of the Forest von Napalm Records veröffentlicht. Im Sommer 2004 begann die Arbeit am Nachfolger Voice of Wilderness, der am 24. Januar 2005 präsentiert wurde. Am 21. April 2006 erschien das dritte Album Tales Along This Road, das im Rahmen einer Tour durch Europa vorgestellt wurde. Das Album Tervaskanto (finn. „harziger Baumstumpf“) erschien am 29. Juni 2007. Zum ersten Mal gibt es eine Bonus-DVD, die mit der „Limited Edition“ des Albums erscheint. Die DVD enthält den vollständigen Auftritt der Gruppe beim Wacken Open Air 2006.
Am 21. März 2008 erschien das fünfte Studioalbum Korven Kuningas. Zu Keep on Gallopping, dem dritten Lied des Albums, erschien bereits am 13. Februar eine Single sowie ein Musikvideo. Kurz nach dem Release bestritt die Band unter anderem mit Moonsorrow und Ensiferum die europäische Festivaltournee Paganfest.
Das sechste Studioalbum Karkelo wurde am 26. Juni 2009 veröffentlicht. Der finnische Titel bedeutet so viel wie „Feier“. Vorab erschien bereits am 25. Mai die Single Vodka als CD, Digipack und Picture Disc. Die Aufnahmen zu dem Album begannen am 15. Februar 2009. Neben der CD-Version war Karkelo auch in einer auf 250 Stück limitierten Version auf braunem Vinyl erhältlich.
Am 4. Februar 2011 wurde das siebente Album Ukon Wacka veröffentlicht. Der Titeltrack erschien schon am 21. Dezember 2010 als Download-Single und enthält Päät Pois Tai Hirteen, den zweiten Track des Albums, als B-Seite. Auf dem Album befindet sich unter anderem der Song Tequila, zu dem am 3. Januar 2011 ein Video veröffentlicht wurde.

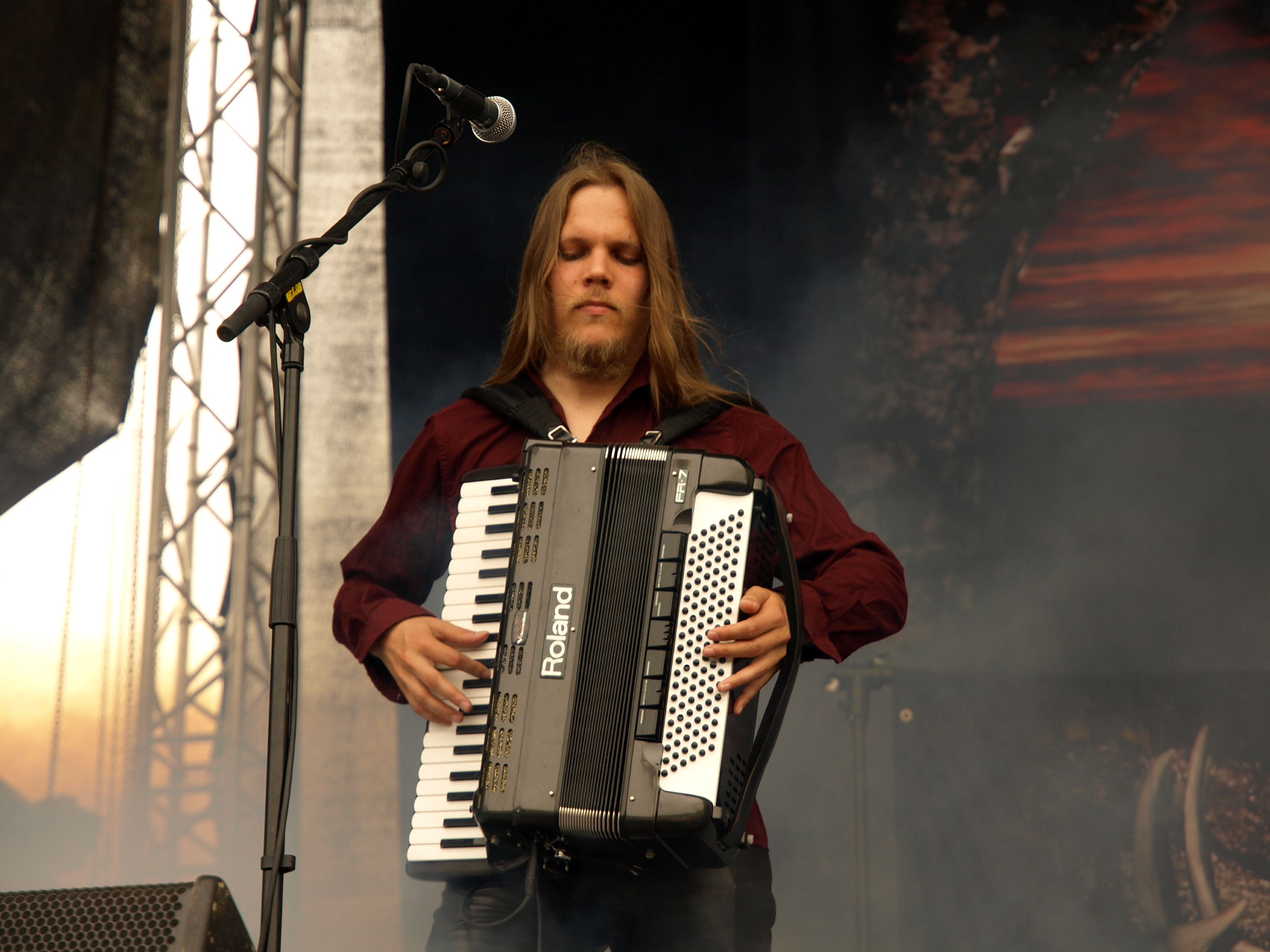
Juho Kauppinen am Myötätuulirock 2011

Im September 2011 kündigte Korpiklaani an, dass Violinist Jaakko „Hittavainen“ Lemmetty wegen gesundheitlicher Probleme nicht mehr Teil der Band sei. An seine Stelle rückte Teemu Eurola, der die Band jedoch schon während der laufenden Tour wieder verließ. Am 22. Februar 2012 wurde bekanntgegeben, dass Tuomas Rounakari von nun an Violinist der Gruppe sein wird.
Am 26. Januar 2012 wurde das achte Album mit dem Namen Kunnia angekündigt. Am 9. Mai 2012 wurde der überarbeitete Albumtitel als Manala veröffentlicht, das Album erschien am 3. August 2012. Der Song Metsälle, der 2011 schon als Single erschien, ist auf dem Album enthalten.
Am 13. März 2013 verkündete die Band via Facebook, dass der langjährig tätige Akkordeonspieler Juho Kauppinen aus der Band ausgestiegen sei.
Besetzung (Rockharz 2019)

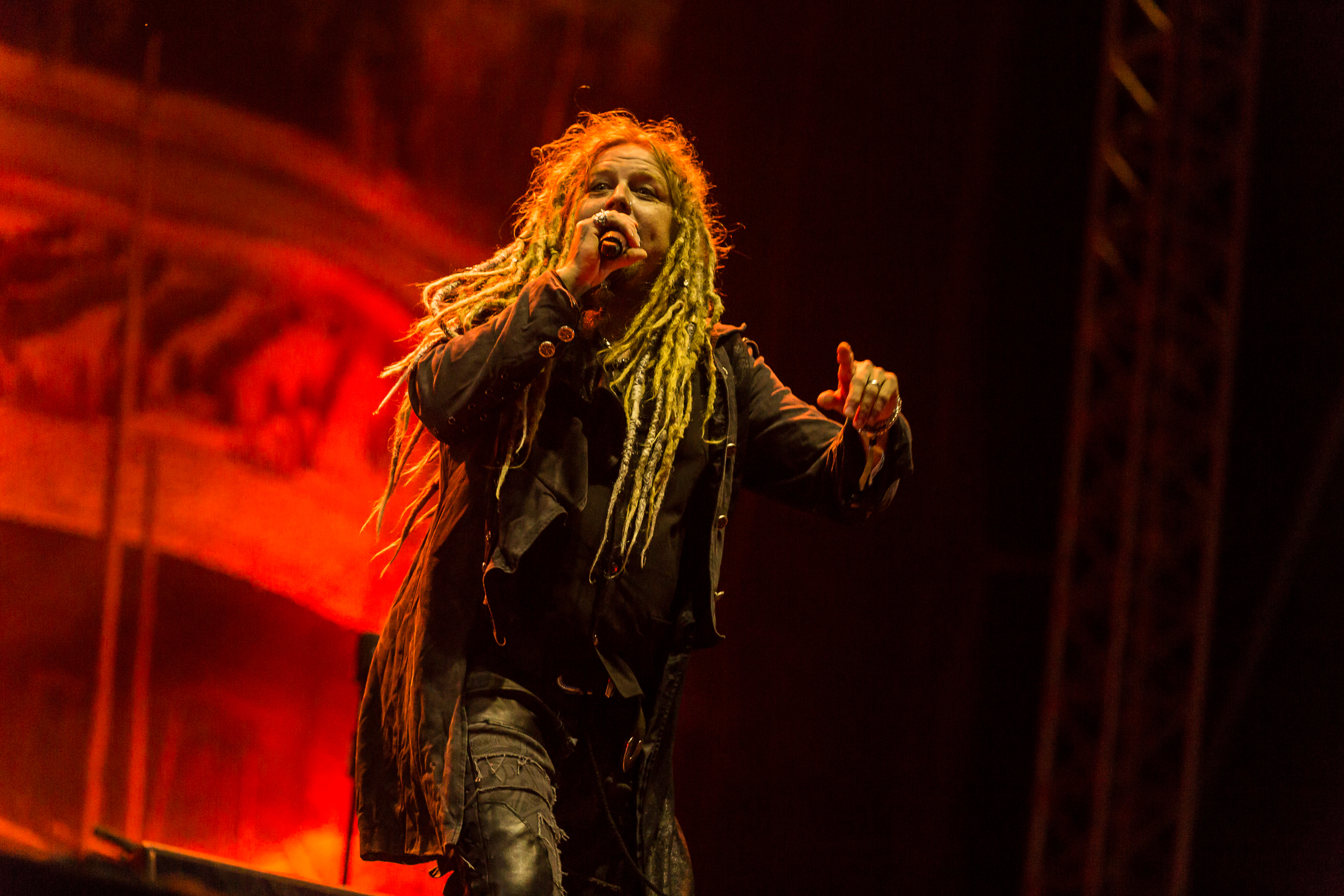
Jonne Järvelä, Gesang
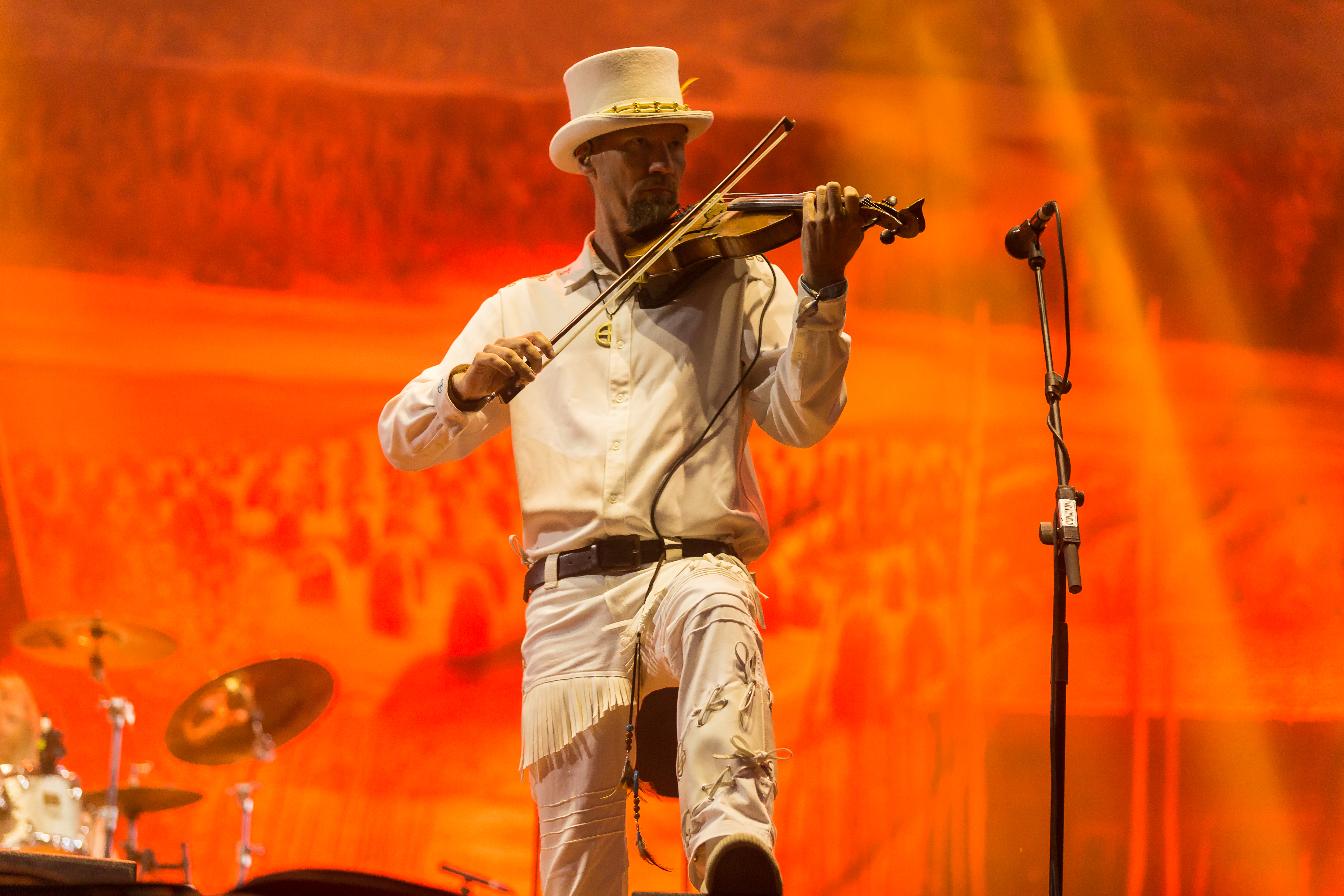
Tuomas Rounakari, Violine
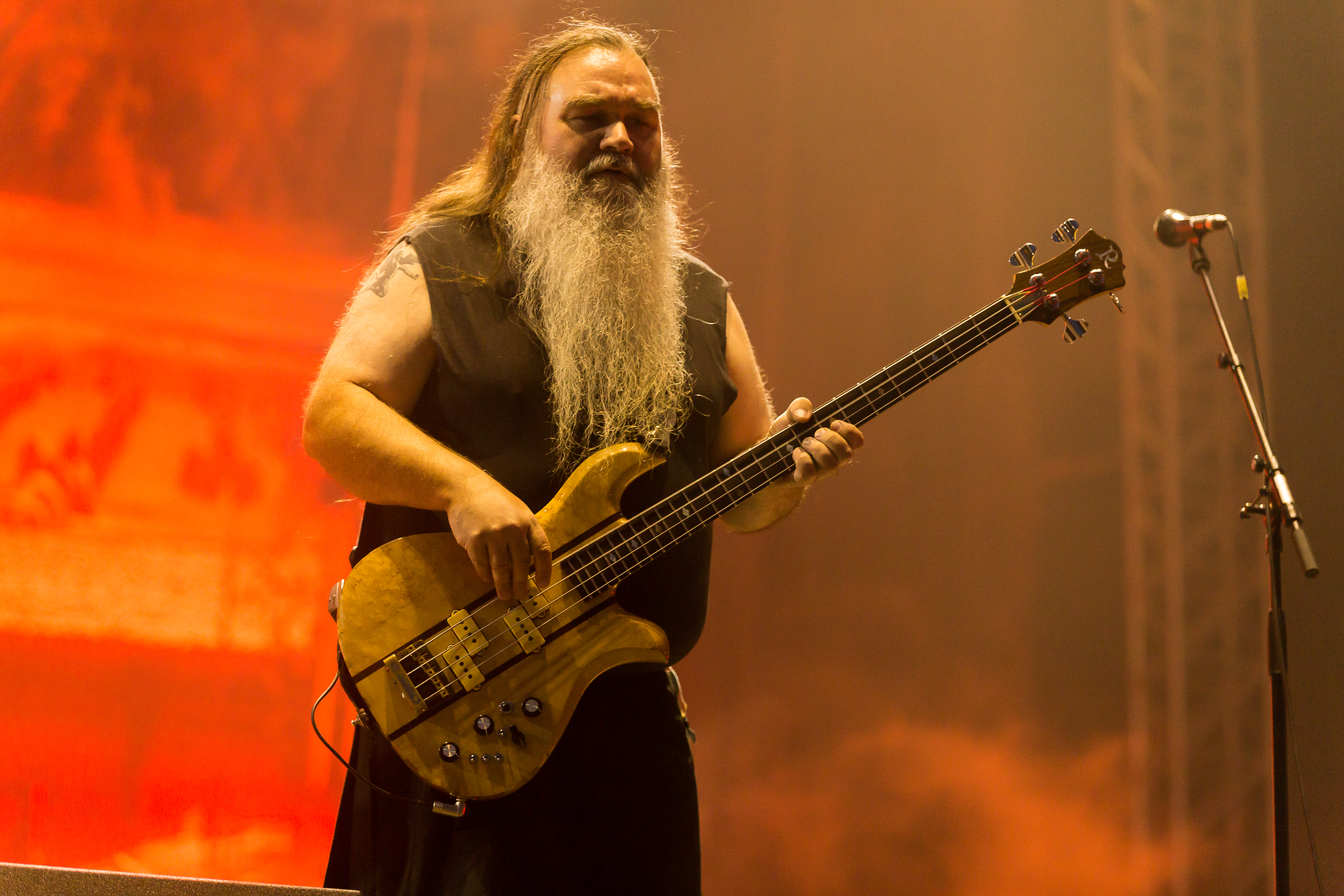
Jarkko Aaltonen, Bass
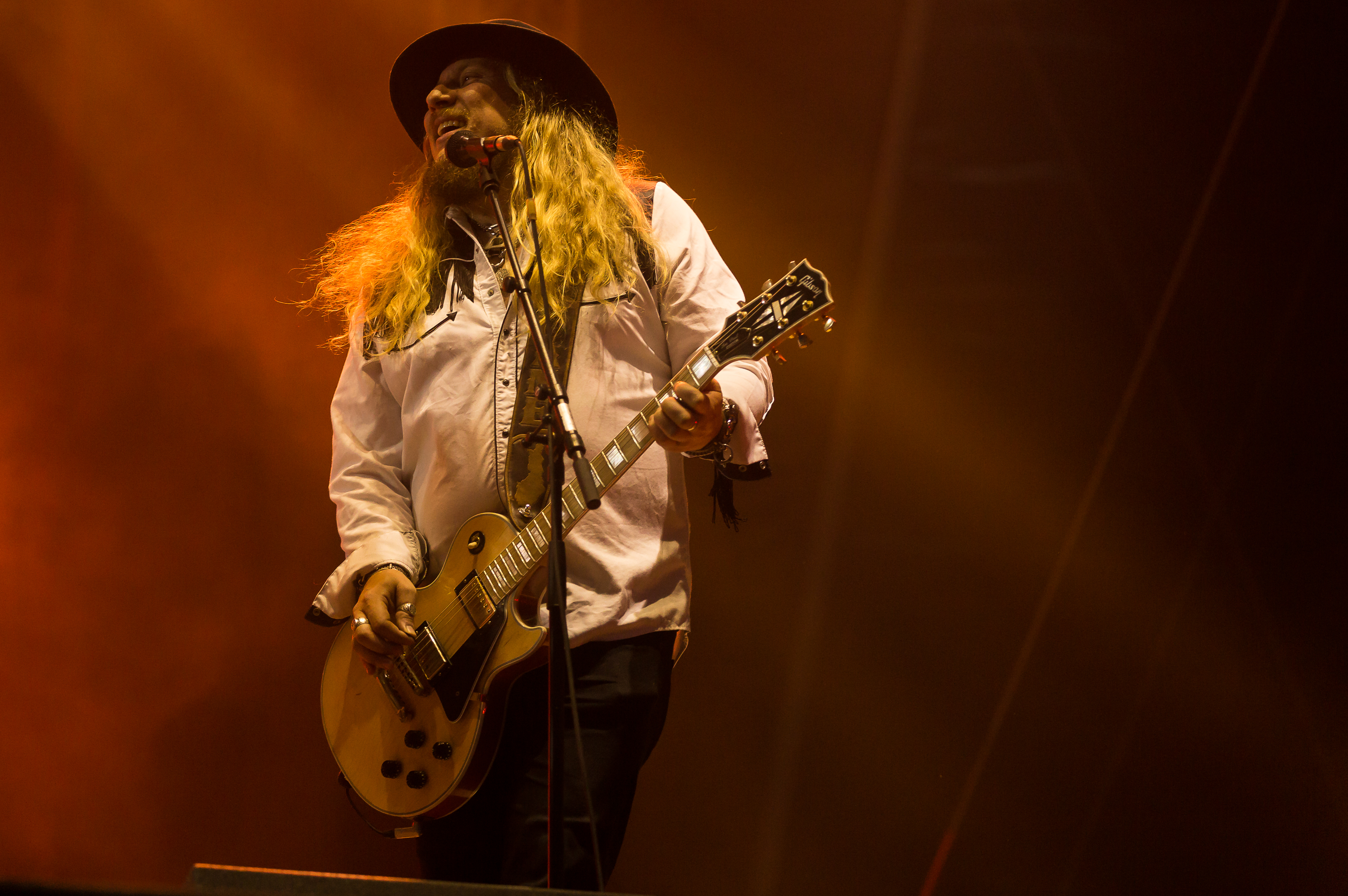
Kalle „Cane“ Savijärvi, Gitarre
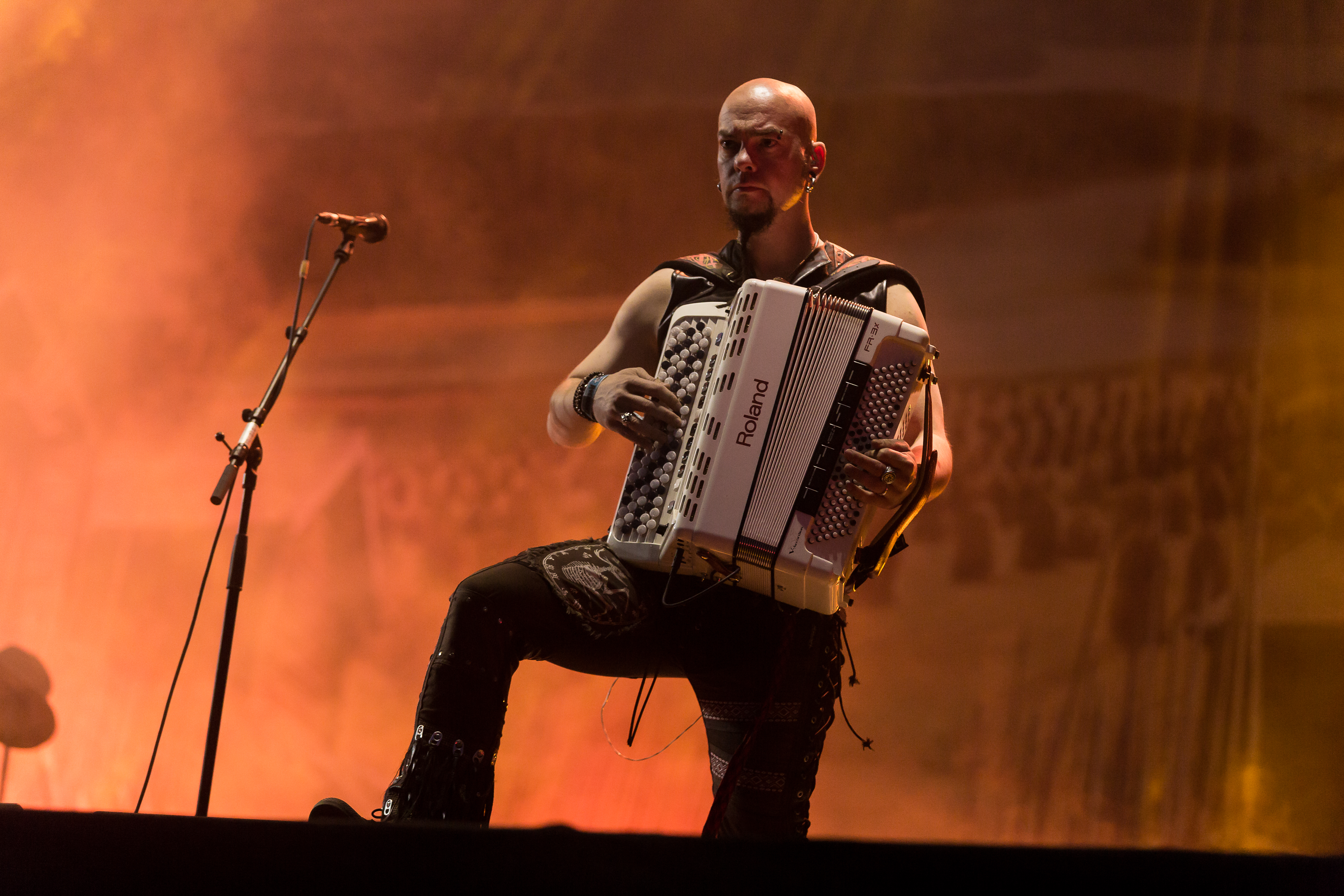
Sami Perttula, Akkordeon
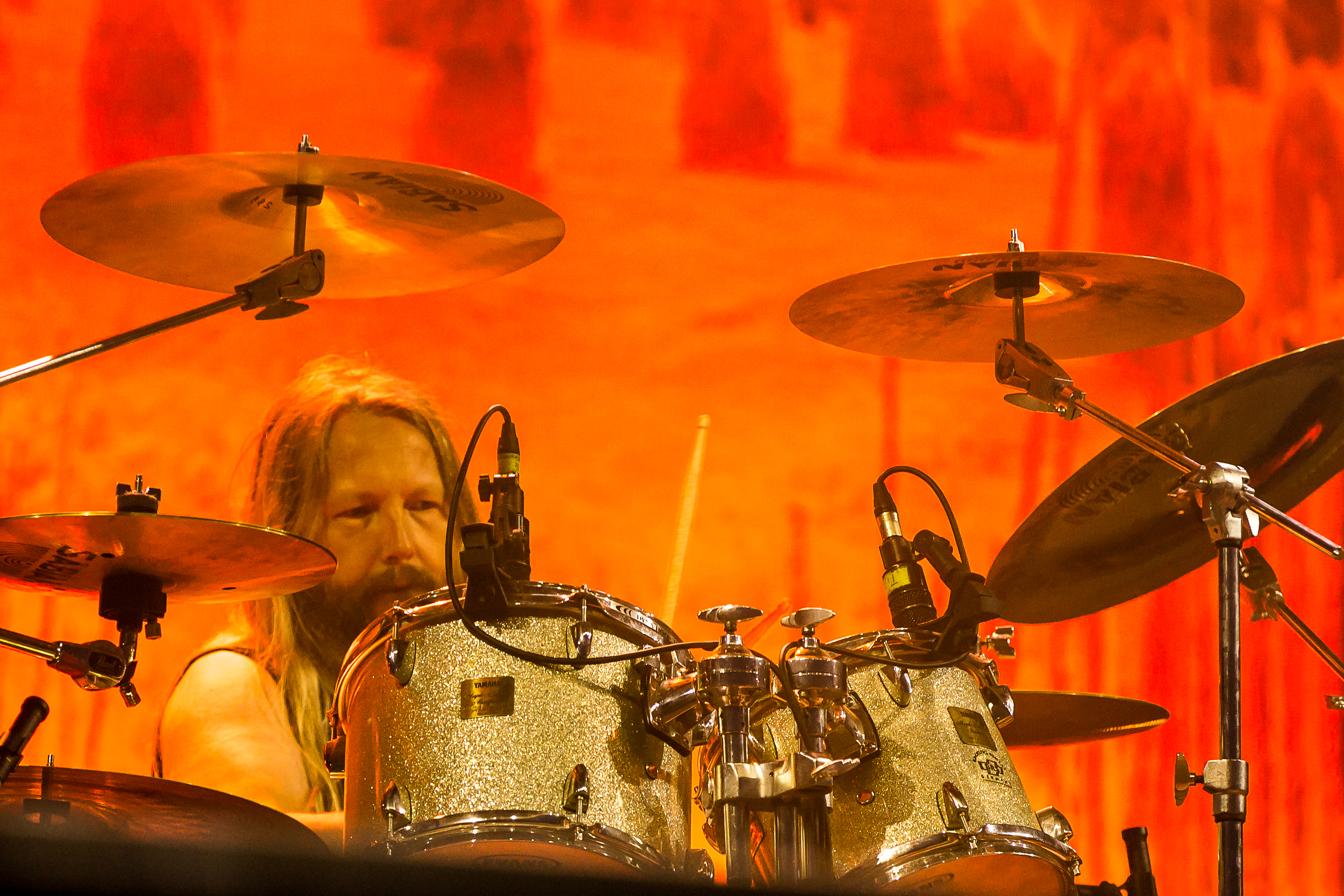
Matti „Matson“ Johansson, Schlagzeug

## Auftreten

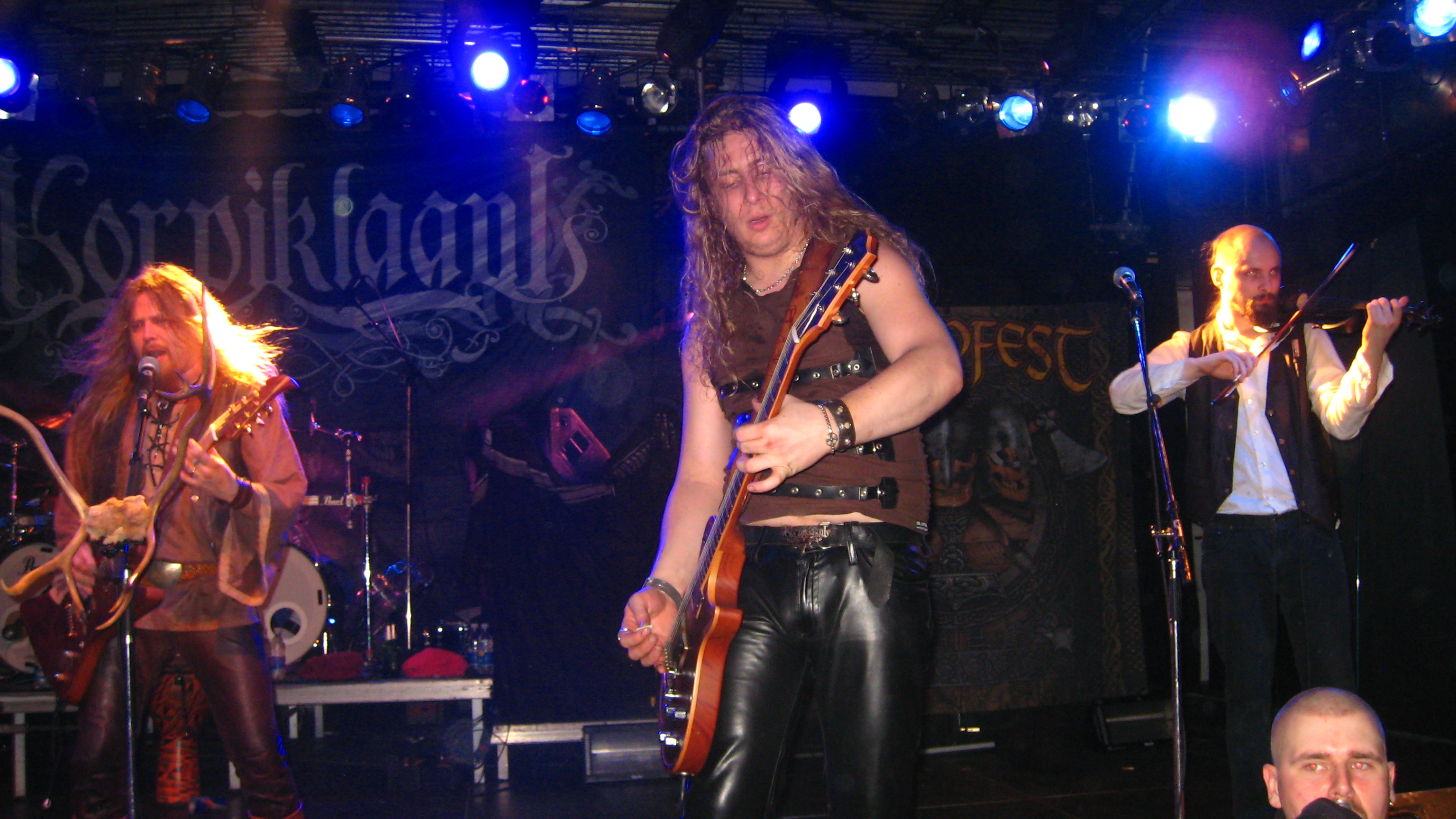
Auftritt auf dem Paganfest 2008 in München

Die Band gibt sich sehr naturverbunden und bezeichnet sich als „Gruppe aus den finnischen Wäldern“.
Auch in den Songtexten spiegelt sich diese Einstellung oft wider. Es werden Themen aus der Natur wie das Jagen (Hunting Song), das Reisen (Journey Man), die Wälder (Spirit of the Forest) oder die Erde (Mother Earth) besungen. Auch existiert eine Reihe von Liedern, die aufgrund eingängiger Melodien oft live gespielt werden (Beer Beer, Happy Little Boozer).
Auf Festivals und nach Konzerten mischen sich die Bandmitglieder des Öfteren unter das Publikum, schauen sich Auftritte anderer Gruppen an oder lassen sich gemeinsam mit Fans fotografieren. Bei Auftritten verteilt Sänger Järvelä regelmäßig Freibier an das Publikum oder versucht, soweit es die Architektur des Gebäudes oder der Bühne zulässt, an Verstrebungen der Decke oder der Wände entlangzuklettern.
Ihre meisten Fans hat die aus Finnland stammende Band im Ausland. In ihrer Heimat wird die Musik Korpiklaanis den Mitgliedern zufolge als „Alte-Leute-Musik mit Heavy-Metal-Gitarren“ wahrgenommen.

## Diskografie

### Alben
| Jahr | Titel Musiklabel                     | Höchstplatzierung, Gesamtwochen, AuszeichnungChartplatzierungen (Jahr, Titel, Musiklabel, Platzierungen, Wochen, Auszeichnungen, Anmerkungen) | Höchstplatzierung, Gesamtwochen, AuszeichnungChartplatzierungen (Jahr, Titel, Musiklabel, Platzierungen, Wochen, Auszeichnungen, Anmerkungen) | Höchstplatzierung, Gesamtwochen, AuszeichnungChartplatzierungen (Jahr, Titel, Musiklabel, Platzierungen, Wochen, Auszeichnungen, Anmerkungen) | Höchstplatzierung, Gesamtwochen, AuszeichnungChartplatzierungen (Jahr, Titel, Musiklabel, Platzierungen, Wochen, Auszeichnungen, Anmerkungen) | Anmerkungen                             |
| Jahr | Titel Musiklabel                     | DE | AT | CH | FI | Anmerkungen                             |
| ---- | ------------------------------------ | --- | --- | --- | --- | --------------------------------------- |
| 2003 | Spirit of the Forest Napalm Records  | — | — | — | — | Erstveröffentlichung: 10. November 2003 |
| 2005 | Voice of Wilderness Napalm Records   | — | — | — | — | Erstveröffentlichung: 1. Februar 2005   |
| 2006 | Tales Along This Road Napalm Records | — | — | — | — | Erstveröffentlichung: 21. April 2006    |
| 2007 | Tervaskanto Napalm Records           | DE85 (1 Wo.)DE | — | — | FI36 (1 Wo.)FI | Erstveröffentlichung: 26. Juni 2007     |
| 2008 | Korven Kuningas Nuclear Blast        | DE72 (1 Wo.)DE | — | — | FI16 (1 Wo.)FI | Erstveröffentlichung: 21. März 2008     |
| 2009 | Karkelo Nuclear Blast                | DE81 (1 Wo.)DE | — | CH94 (1 Wo.)CH | FI26 (1 Wo.)FI | Erstveröffentlichung: 25. August 2009   |
| 2011 | Ukon wacka Nuclear Blast             | DE72 (1 Wo.)DE | AT75 (1 Wo.)AT | CH57 (1 Wo.)CH | FI9 (3 Wo.)FI | Erstveröffentlichung: 15. Februar 2011  |
| 2012 | Manala Nuclear Blast                 | DE47 (1 Wo.)DE | AT60 (1 Wo.)AT | CH70 (1 Wo.)CH | FI19 (4 Wo.)FI | Erstveröffentlichung: 14. August 2013   |
| 2015 | Noita Nuclear Blast                  | DE46 (1 Wo.)DE | AT70 (1 Wo.)AT | CH61 (1 Wo.)CH | FI16 (2 Wo.)FI | Erstveröffentlichung: 5. Mai 2015       |
| 2018 | Kulkija Nuclear Blast                | DE45 (1 Wo.)DE | AT72 (1 Wo.)AT | CH29 (1 Wo.)CH | FI24 (1 Wo.)FI | Erstveröffentlichung: 7. September 2018 |
| 2021 | Jylhä Nuclear Blast                  | DE61 (1 Wo.)DE | — | CH29 (1 Wo.)CH | FI6 (1 Wo.)FI | Erstveröffentlichung: 5. Februar 2021   |
| 2024 | Rankarumpu Nuclear Blast             | — | — | — | FI17 (1 Wo.)FI | Erstveröffentlichung: 5. April 2024     |

### Singles
- 2008: Keep on Galloping
- 2009: Vodka
- 2010: Ukon wacka
- 2011: Metsälle
- 2012: Rauta
- 2015: Lempo
- 2020: Leväluhta
- 2022: Interrogativa Cantilena
- 2022: Krystallomantia
- 2023: Gotta Go Home

### Musikvideos
- 2003: Wooden Pints
- 2005: Beer Beer
- 2005: Hunting Song
- 2005: Kädet siipinä
- 2006: Happy Little Boozer
- 2007: Tervaskanto
- 2008: Metsämies
- 2009: Keep on Galloping
- 2009: Vodka
- 2010: Tequila
- 2012: Kunnia
- 2012: Honor
- 2012: Rauta
- 2012: The Steel
- 2015: Ämmänhauta
- 2016: A Man with a Plan
- 2018: Henkselipoika
- 2019: Jägermeister
- 2020: Leväluhta
- 2021: Ennen
- 2022: Interrogativa Cantilena (lyric video)
- 2022: Krystallomantia
- 2023: Gotta Go Home
- 2024: "Saunaan"
- 2024: "Aita"

## Belege
1. ↑  Désirée Kiel: Korpiklaani-Interview/Bericht Weisheiten aus dem Wald. In: Pagan Fire – The Legacy Chronicles I (Sonderheft), Devil.Inc, Saarbrücken 2007, S. 78.
2. ↑  Vodka im Nuclear Blast Shop. nuclearblast.de
3. ↑  Korpiklaani: To the studio again. (Memento vom 14. Juli 2011 im Internet Archive) metalfromfinland.com, News, 31. Januar 2009 (englisch)
4. ↑  Vinyl-Ausgabe von Karkelo im Nuclear Blast Shop. nuclearblast.de
5. ↑  Ukon Wacka - Single by Korpiklaani
6. ↑  Tuomas Rounakari als neuer Violinist bekanntgegeben.
7. ↑  Korpiklaani: New Album Title Revealed (Kunnia). roadrunnerrecords.com/blabbermouth  (Seite nicht mehr abrufbar, festgestellt im April 2019. Suche in Webarchiven)  Info: Der Link wurde automatisch als defekt markiert. Bitte prüfe den Link gemäß Anleitung und entferne dann diesen Hinweis. (englisch)
8. ↑  Korpiklaani To Release ‘Manala’ In August - May 9, 2012. roadrunnerrecords.com/blabbermouth  (Seite nicht mehr abrufbar, festgestellt im April 2019. Suche in Webarchiven)  Info: Der Link wurde automatisch als defekt markiert. Bitte prüfe den Link gemäß Anleitung und entferne dann diesen Hinweis. (englisch)
9. ↑  Facebookbeitrag zum Ausstieg von Juho Kauppinen
10. ↑  Interview mit Jonne Järvelä. vampster.com; abgerufen am 7. März 2007.
11. ↑  Interview mit Jonne Järvelä und Jarkko Aaltonen. dark-festivals.de, Interview vom 30. März 2007.